# W53
Pour les articles homonymes, voir W53 (homonymie).

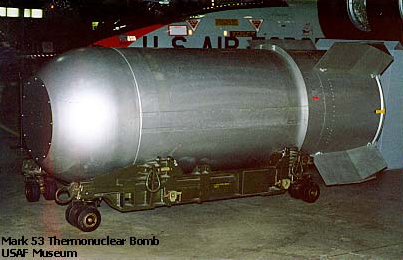
Bombe H B53.

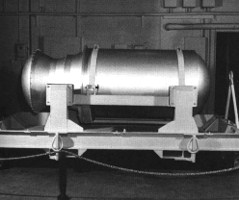
Le coffre d'une ogive W53.

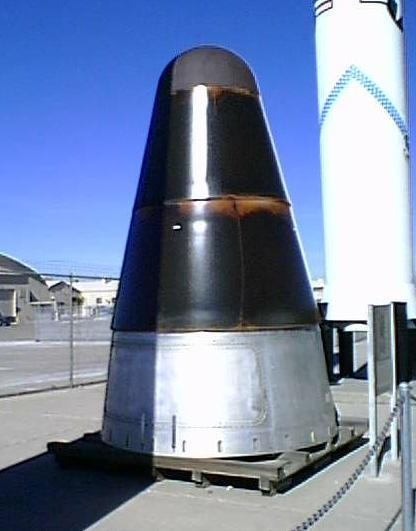
Adapté au missile Titan II, véhicule de rentrée Mark 6 servant à emporter une ogive nucléaire W53.

La W53 était une ogive thermonucléaire américaine. Conçue pour armer les ICBM Titan II, elle est très semblable à la B53 dont elle est dérivée. Ayant une puissance explosive de 9 mégatonnes, c'est la plus puissante ogive jamais mise en service dans un missile par les États-Unis.

## Description
La W53 avait un poids de 3 690 kg (8 730 livres).
Elle avait une puissance explosive de 9 mégatonnes.
Environ 60 ogives W53 ont été fabriquées entre décembre 1962 et décembre 1963.
Le 18 septembre 1980, une fuite de propergol a causé l'explosion d'un missile Titan II à l'intérieur de son silo de lancement en Arkansas, projetant une ogive W53 à une certaine distance. L'ogive n'a ni explosé ni dégagé de substance radioactive ou émis de radiations.
Les missiles Titan II ayant été démantelés pendant les années 1980, les ogives ont aussi été complètement démantelées vers la fin de 1988.
Les principes mis en œuvre dans la W53 sont très semblables à ceux mis en œuvre dans la B53.